# Новосельское сельское поселение (Тульская область)
Новосельское муниципальное образование — упразднённое муниципальное образование в составе Киреевского района Тульской области России.
Административный центр — село Новое Село.
Законом Тульской области от 1 апреля 2013 года № 1920-ЗТО, муниципальные образования рабочий посёлок Шварцевский и Новосельское преобразованы, путём объединения, в Шварцевское муниципальное образование.

## Населенные пункты
В состав сельского поселения входили:
- сёла: Новое Село, Куракино, Кошино, Новоселебное.
- посёлки: Красная Звезда, Болоховский, Бурильщиков.
- деревни: Красная, Победа, Горки-Дубрава, Богдановка, Александровка, Дубовка, Берёзовка, Михайловка, Моховое, Липня, Нижнее Петрово, Слободка, Стублёнка, Савинка, Рассошки, Фёдоровка.
- станция: Присады.
- железнодорожная станция: Оболенское.